# Chloridoideae
Chloridoideae Kunth ex Beilschm., 1833 è una sottofamiglia della famiglia Poaceae (o Graminacee), diffusa nei climi tropicali e temperati, soprattutto in Africa e in Australia.
Comprende alcuni generi apprezzati per la creazione di tappeti erbosi ornamentali (p.es. Zoysia e Cynodon). Eragrostis tef, il tef, è usato per scopo alimentare soprattutto in Etiopia.

## Descrizione
Le piante di questa sottofamiglia tollerano la siccità ed elevate condizioni di salinità.
Sono caratterizzate da una fotosintesi C4 molto efficiente.

## Distribuzione e habitat
Le specie di piante delle Chloridoideae crescono in zone caratterizzate da clima tropicale fino a temperato caldo; gli ambienti possono essere più o meno secchi.
La maggior parte delle specie è presente in Africa ed in Australia.

## Tassonomia
La sottofamiglia è suddivisa in 5 tribù che raggruppano 128 generi:
- Tribù Centropodieae
  - Centropodia Rchb.
  - Ellisochloa P.M.Peterson & N.P.Barker
- Tribù Cynodonteae
  - Sottotribù Aeluropodinae
    - Aeluropus Trin.
    - Odyssea Stapf

  - Sottotribù Allolepiinae
    - Allolepis Soderstr. & H.F.Decker

  - Sottotribù Boutelouinae
    - Bouteloua Lag.

  - Sottotribù Cteniinae
    - Ctenium Panz.

  - Sottotribù Dactylocteniinae
    - Acrachne Wight & Arn. ex Chiov.
    - Brachychloa S.M.Phillips
    - Dactyloctenium Willd.
    - Neobouteloua Gould

  - Sottotribù Eleusininae
    - Afrotrichloris Chiov.
    - Astrebla F.Muell.
    - Austrochloris Lazarides
    - Chloris Sw.
    - Chrysochloa Swallen
    - Coelachyrum Hochst. & Nees
    - Cynodon Rich.
    - Daknopholis Clayton
    - Dinebra Jacq.
    - Diplachne P.Beauv.
    - Disakisperma Steud.
    - Eleusine Gaertn.
    - Enteropogon Nees
    - Eustachys Desv.
    - Harpochloa Kunth
    - Leptochloa P.Beauv.
    - Lepturus R.Br.
    - Micrachne P.M.Peterson, Romasch. & Y.Herrera
    - Microchloa R.Br.
    - Neostapfiella A.Camus
    - Oxychloris Lazarides
    - Rheochloa Filg., P.M.Peterson & Y.Herrera
    - Schoenefeldia Kunth
    - Schoenefeldiella P.M.Peterson
    - Stapfochloa H.Scholz
    - Tetrapogon Desf.

  - Sottotribù Farragininae
    - Craspedorhachis Benth.
    - Farrago Clayton

  - Sottotribù Gouiniinae
    - Gouinia E.Fourn. ex Benth. & Hook.f.
    - Schenckochloa J.J.Ortíz
    - Tridentopsis P.M.Peterson
    - Triplasiella P.M.Peterson & Romasch.
    - Triplasis P.Beauv.
    - Vaseyochloa Hitchc.

  - Sottotribù Hilariinae
    - Hilaria Kunth

  - Sottotribù Hubbardochloinae
    - Bewsia Gooss.
    - Decaryella A.Camus
    - Dignathia Stapf
    - Gymnopogon P.Beauv.
    - Hubbardochloa Auquier
    - Leptocarydion Hochst. ex Stapf
    - Leptothrium Kunth
    - Lophacme Stapf
    - Tetrachaete Chiov. ex P.R.Pirotta

  - Sottotribù Jouveinae
    - Jouvea E.Fourn.

  - Sottotribù Kaliniinae
    - Kalinia H.L.Bell & Columbus

  - Sottotribù Monanthochloinae
    - Distichlis Raf.

  - Sottotribù Muhlenbergiinae
    - Muhlenbergia Schreb.

  - Sottotribù Orcuttiinae
    - Neostapfia Burtt Davy
    - Orcuttia Vasey
    - Tuctoria Reeder

  - Sottotribù Orininae
    - Cleistogenes Keng
    - Orinus Hitchc.

  - Sottotribù Pappophorinae
    - Neesiochloa Pilg.
    - Pappophorum Schreb.
    - Tridens Roem. & Schult.

  - Sottotribù Perotidinae
    - Mosdenia Stent
    - Perotis Aiton
    - Trigonochloa P.M.Peterson & N.Snow

  - Sottotribù Scleropogoninae
    - Blepharidachne Hack.
    - Erioneuron Nash
    - Munroa Torr.
    - Scleropogon Phil.
    - Swallenia Soderstr. & H.F.Decker

  - Sottotribù Sohnsiinae
    - Sohnsia Airy Shaw

  - Sottotribù Traginae
    - Monelytrum Hack.
    - Orthacanthus P.M.Peterson & Romasch.
    - Pogononeura Napper
    - Polevansia De Winter
    - Tragus Haller
    - Willkommia Hack.

  - Sottotribù Trichoneurinae
    - Trichoneura Andersson

  - Sottotribù Triodiinae
    - Triodia R.Br.

  - Sottotribù Tripogoninae
    - Desmostachya (Stapf) Stapf
    - Eragrostiella Bor
    - Halopyrum Stapf
    - Melanocenchris Nees
    - Oropetium Trin.
    - Tripogon Roem. & Schult.
    - Tripogonella P.M.Peterson & Romasch.

  - Sottotribù Zaqiqahinae
    - Zaqiqah P.M.Peterson & Romasch.

  - Cynodonteae incertae sedis
    - Kampochloa Clayton
    - Lepturidium Hitchc. & Ekman
    - Pommereulla Naezén
    - Sclerodactylon Stapf
    - Vietnamochloa Veldkamp & R.Nowack
- Tribù Eragrostideae
  - Sottotribù Cotteinae
    - Cottea Kunth
    - Enneapogon Desv. ex P.Beauv.
    - Kaokochloa De Winter
    - Schmidtia Steud. ex J.A.Schmidt

  - Sottotribù Eragrostidinae
    - Catalepis Stapf & Stent
    - Cladoraphis Franch.
    - Eragrostis Wolf
    - Harpachne Hochst. ex A.Rich.
    - Pogonarthria Stapf
    - Richardsiella Elffers & Kenn.-O'Byrne
    - Steirachne Ekman
    - Stiburus Stapf
    - Viguierella A.Camus

  - Sottotribù Uniolinae
    - Entoplocamia Stapf
    - Fingerhuthia Lehm.
    - Tetrachne Nees
    - Uniola L.
- Tribù Triraphideae
  - Habrochloa C.E.Hubb.
  - Nematopoa C.E.Hubb.
  - Neyraudia Hook.f.
  - Triraphis R.Br.
- Tribù Zoysieae
  - Sottotribù Zoysiinae
    - Urochondra C.E.Hubb.
    - Zoysia Willd.

  - Sottotribù Sporobolinae
    - Psilolemma S.M.Phillips
    - Sporobolus R.Br.
- Chloridoideae incertae sedis
  - Indopoa Bor
  - Lepturopetium Morat
  - Myriostachya (Benth.) Hook.f.
  - Pogonochloa C.E.Hubb.
  - Pseudozoysia Chiov.
  - Silentvalleya V.J.Nair, Sreek., Vajr. & Bhargavan